# Campionato francese di rugby a 15 2024-2025
Il Top 14 2024-25 è il 126º campionato nazionale francese di rugby a 15 di prima divisione. Il torneo è iniziato il 7 settembre 2024 e si concluderà il 28 giugno 2025.

## Formula
Nella stagione regolare le squadre si affrontano a girone unico con partite di andata e ritorno. Ai play-off accedono le prime sei classificate che si sfidano in partite di sola andata. Le squadre dalla terza alla sesta classificata si sfidano in due incontri preliminari per arrivare alle semifinali, a cui la prima e la seconda sono già qualificate. Le sfide preliminari vedono giocare la terza contro la sesta e la quarta contro la quinta. Le vincenti delle semifinali disputano la finale allo Stadio Vélodrome di Marsiglia.
Le prime otto classificate della stagione regolare si qualificano all'European Rugby Champions Cup, mentre quelle dal nono al dodicesimo posto partecipano all'European Rugby Challenge Cup. La squadra ultima classificata retrocede in Pro D2, mentre la penultima disputa uno spareggio contro la finalista della seconda divisione per ottenere la presenza in Top 14 nell'edizione successiva.

## Squadre partecipanti e sedi
| Club            | Sponsor                                  | Città            | Impianto interno        |
| --------------- | ---------------------------------------- | ---------------- | ----------------------- |
| Bayonne         | MGP (assicurazioni)                      | Bayonne          | Stadio Jean Dauger      |
| Bordeaux Bègles | Arkea (credito)                          | Bordeaux         | Stadio Chaban-Delmas    |
| Castres         | Laboratoires Pierre Fabre (farmaceutica) | Castres          | Stadio Pierre Fabre     |
| Clermont        | Paprec Group (riciclaggio materie prime) | Clermont-Ferrand | Stadio Marcel Michelin  |
| Lione           | Matmut (assicurazioni)                   | Lione            | Stadio di Gerland       |
| Montpellier     | Altrad (materiali edili)                 | Montpellier      | Stadio Yves du Manoir   |
| Pau             | Total (carburanti)                       | Pau              | Stade du Hameau         |
| Perpignano      | Gosbi (cibo per animali domestici)       | Perpignano       | Stadio Aimé Giral       |
| Racing 92       | Natixis (investimenti finanziari)        | Nanterre         | Paris La Défense Arena  |
| La Rochelle     | Macif (assicurazioni)                    | La Rochelle      | Stadio Marcel Deflandre |
| Stade français  | Capri Sun (bevande analcoliche)          | Parigi           | Stadio Jean Bouin       |
| Tolone          | -                                        | Tolone           | Stadio Mayol            |
| Tolosa          | Peugeot (veicoli)                        | Tolosa           | Stadio Ernest Wallon    |
| Vannes          | Interaction (agenzia interinale)         | Vannes           | Stade de la Rabine      |

## Stagione regolare
|          | 1ª giornata                      |       |
| -------- | -------------------------------- | ----- |
| 7-9-2024 | Bayonne - Perpignano             | 21-19 |
| 7-9-2024 | Clermont - Pau                   | 39-7  |
| 7-9-2024 | Castres - Racing 92              | 31-28 |
| 7-9-2024 | Montpellier - Lione              | 22-26 |
| 7-9-2024 | Bordeaux-Bègles - Stade Français | 46-26 |
| 8-9-2024 | La Rochelle - Tolone             | 19-15 |
| 8-9-2024 | Vannes - Tolosa                  | 18-43 |
|          |                                  |       |

|           | 4ª giornata              |       |
| --------- | ------------------------ | ----- |
| 28-9-2024 | Perpignano - Clermont    | 33-3  |
| 28-9-2024 | Bayonne - Montpellier    | 28-27 |
| 28-9-2024 | Lione - Castres          | 40-38 |
| 28-9-2024 | Racing 92 - La Rochelle  | 16-17 |
| 28-9-2024 | Tolone - Vannes          | 54-19 |
| 28-9-2024 | Pau - Stade Français     | 30-16 |
| 29-9-2024 | Tolosa - Bordeaux-Bègles | 12-16 |
|           |                          |       |

|            | 7ª giornata                   |       |
| ---------- | ----------------------------- | ----- |
| 19-10-2024 | Bayonne - Racing 92           | 32-15 |
| 19-10-2024 | Clermont - Vannes             | 55-33 |
| 19-10-2024 | Castres - Stade Français      | 35-13 |
| 19-10-2024 | Tolone - Montpellier          | 30-17 |
| 19-10-2024 | Perpignano - Lione            | 29-26 |
| 19-10-2024 | Pau - Tolosa                  | 14-22 |
| 20-10-2024 | La Rochelle - Bordeaux-Bègles | 32-22 |
|            |                               |       |

|            | 10ª giornata               |       |
| ---------- | -------------------------- | ----- |
| 23-11-2024 | Tolone - Bayonne           | 39-19 |
| 23-11-2024 | Castres - La Rochelle      | 28-24 |
| 23-11-2024 | Lione - Clermont           | 22-30 |
| 23-11-2024 | Montpellier - Pau          | 30-3  |
| 23-11-2024 | Tolosa - Perpignano        | 41-9  |
| 23-11-2024 | Vannes - Bordeaux-Bègles   | 29-37 |
| 24-11-2024 | Stade Français - Racing 92 | 40-24 |
|            |                            |       |

|            | 13ª giornata             |       |
| ---------- | ------------------------ | ----- |
| 28-12-2024 | Pau - Vannes             | 48-24 |
| 28-12-2024 | Bayonne - Castres        | 33-12 |
| 28-12-2024 | Clermont - Montpellier   | 18-22 |
| 28-12-2024 | Bordeaux-Bègles - Tolone | 21-17 |
| 29-12-2024 | Racing 92 - Lione        | 25-25 |
| 29-12-2024 | Perpignano - La Rochelle | 21-13 |
| 29-12-2024 | Tolosa - Stade Français  | 38-23 |
|            |                          |       |

|           | 16ª giornata              |       |
| --------- | ------------------------- | ----- |
| 15-2-2025 | Bayonne - Bordeaux-Bègles | 36-32 |
| 15-2-2025 | Lione - La Rochelle       | 53-17 |
| 15-2-2025 | Racing 92 - Vannes        | 25-30 |
| 15-2-2025 | Stade Français - Pau      | 39-37 |
| 15-2-2025 | Perpignano - Castres      | 20-20 |
| 15-2-2025 | Montpellier - Tolone      | 30-38 |
| 16-2-2025 | Clermont - Tolosa         | 18-35 |
|           |                           |       |

|           | 19ª giornata             |       |
| --------- | ------------------------ | ----- |
| 22-3-2025 | La Rochelle - Castres    | 12-12 |
| 22-3-2025 | Clermont - Racing 92     | 21-23 |
| 22-3-2025 | Lione - Vannes           | 36-21 |
| 22-3-2025 | Pau - Montpellier        | 40-38 |
| 22-3-2025 | Stade Français - Bayonne | 31-27 |
| 22-3-2025 | Tolone - Perpignano      | 40-19 |
| 23-3-2025 | Bordeaux-Bègles - Tolosa | 32-24 |
|           |                          |       |

|           | 22ª giornata                  |       |
| --------- | ----------------------------- | ----- |
| 26-4-2025 | Tolosa - Castres              | 52-6  |
| 26-4-2025 | Clermont - Lione              | 39-31 |
| 26-4-2025 | Bayonne - Pau                 | 27-22 |
| 26-4-2025 | Montpellier - Perpignano      | 19-13 |
| 26-4-2025 | Vannes - Tolone               | 29-19 |
| 26-4-2025 | Bordeaux-Bègles - La Rochelle | 10-21 |
| 27-4-2025 | Racing 92 - Stade Français    | 49-24 |
|           |                               |       |

|           | 25ª giornata              |       |  |
| --------- | ------------------------- | ----- |  |
| 31-5-2025 | Clermont - Stade Français | 55-20 |  |
| 31-5-2025 | Castres - Bayonne         | 33-3  |  |
| 31-5-2025 | Racing 92 - Montpellier   | 25-27 |  |
| 31-5-2025 | Vannes - Pau              | 26-52 |  |
| 31-5-2025 | La Rochelle - Perpignano  | 38-15 |  |
| 1-6-2025  | Tolosa - Lione            | 43-3  |  |
| 1-6-2025  | Tolone - Bordeaux-Bègles  | 27-10 |  |

|           | 2ª giornata              |       |
| --------- | ------------------------ | ----- |
| 14-9-2024 | Tolone - Castres         | 30-28 |
| 14-9-2024 | Stade Français - Vannes  | 34-31 |
| 14-9-2024 | Racing 92 - Clermont     | 33-20 |
| 14-9-2024 | Pau - Bayonne            | 51-29 |
| 14-9-2024 | Perpignano - Montpellier | 7-26  |
| 14-9-2024 | Lione - Bordeaux-Bègles  | 28-26 |
| 15-9-2024 | Tolosa - La Rochelle     | 35-27 |
|           |                          |       |

|           | 5ª giornata                  |       |
| --------- | ---------------------------- | ----- |
| 5-10-2024 | Vannes - Racing 92           | 24-27 |
| 5-10-2024 | Stade Français - Montpellier | 29-20 |
| 5-10-2024 | La Rochelle - Lione          | 43-22 |
| 5-10-2024 | Bordeaux-Bègles - Bayonne    | 30-27 |
| 5-10-2024 | Perpignano - Pau             | 11-10 |
| 5-10-2024 | Castres - Tolosa             | 28-23 |
| 6-10-2024 | Clermont - Tolone            | 19-18 |
|           |                              |       |

|            | 8ª giornata               |       |
| ---------- | ------------------------- | ----- |
| 26-10-2024 | Bordeaux-Bègles - Pau     | 19-6  |
| 26-10-2024 | Lione - Bayonne           | 38-49 |
| 26-10-2024 | Montpellier - La Rochelle | 16-0  |
| 26-10-2024 | Racing 92 - Perpignano    | 30-23 |
| 26-10-2024 | Vannes - Castres          | 34-28 |
| 26-10-2024 | Stade Français - Clermont | 36-6  |
| 27-10-2024 | Tolosa - Tolone           | 57-5  |
|            |                           |       |

|            | 11ª giornata                  |       |
| ---------- | ----------------------------- | ----- |
| 30-11-2024 | Clermont - Castres            | 54-10 |
| 30-11-2024 | Bayonne - Stade Français      | 21-13 |
| 30-11-2024 | Racing 92 - Tolosa            | 17-21 |
| 30-11-2024 | Pau - Lione                   | 29-15 |
| 30-11-2024 | La Rochelle - Vannes          | 14-23 |
| 30-11-2024 | Bordeaux-Bègles - Montpellier | 9-6   |
| 30-11-2024 | Perpignano - Tolone           | 13-22 |
|            |                               |       |

|          | 14ª giornata                     |       |
| -------- | -------------------------------- | ----- |
| 4-1-2025 | Tolone - Racing 92               | 36-24 |
| 4-1-2025 | Castres - Pau                    | 24-19 |
| 4-1-2025 | Lione - Perpignano               | 17-12 |
| 4-1-2025 | Montpellier - Bayonne            | 42-10 |
| 4-1-2025 | Stade Français - Bordeaux-Bègles | 19-46 |
| 4-1-2025 | La Rochelle - Tolosa             | 22-19 |
| 5-1-2025 | Vannes - Clermont                | 19-20 |
|          |                                  |       |

|           | 17ª giornata               |       |
| --------- | -------------------------- | ----- |
| 22-2-2025 | Castres - Lione            | 30-25 |
| 22-2-2025 | Tolone - Stade Français    | 24-6  |
| 22-2-2025 | Vannes - Montpellier       | 37-24 |
| 22-2-2025 | Pau - Perpignano           | 23-6  |
| 22-2-2025 | La Rochelle - Racing 92    | 21-26 |
| 22-2-2025 | Tolosa - Bayonne           | 41-6  |
| 23-2-2025 | Bordeaux-Bègles - Clermont | 22-18 |
|           |                            |       |

|           | 20ª giornata                 |       |
| --------- | ---------------------------- | ----- |
| 29-3-2025 | Tolosa - Pau                 | 55-10 |
| 29-3-2025 | Montpellier - Stade Français | 38-32 |
| 29-3-2025 | Vannes - Perpignano          | 20-20 |
| 29-3-2025 | Clermont - La Rochelle       | 33-19 |
| 29-3-2025 | Bayonne - Lione              | 28-14 |
| 29-3-2025 | Castres - Tolone             | 28-26 |
| 30-3-2025 | Racing 92 - Bordeaux-Bègles  | 36-31 |
|           |                              |       |

|           | 23ª giornata                  |       |
| --------- | ----------------------------- | ----- |
| 10-5-2025 | Lione - Pau                   | 27-29 |
| 10-5-2025 | Racing 92 - Bayonne           | 24-24 |
| 10-5-2025 | Vannes - La Rochelle          | 29-30 |
| 10-5-2025 | Perpignano - Stade Français   | 20-18 |
| 10-5-2025 | Tolone - Tolosa               | 16-50 |
| 11-5-2025 | Montpellier - Bordeaux-Bègles | 46-27 |
| 24-5-2025 | Castres - Clermont            | 34-29 |
|           |                               |       |

|          | 26ª giornata             |  |
| -------- | ------------------------ |  |
| 7-6-2025 | Bayonne - Tolone         |  |
| 7-6-2025 | Lione - Racing 92        |  |
| 7-6-2025 | Montpellier - Clermont   |  |
| 7-6-2025 | Pau - La Rochelle        |  |
| 7-6-2025 | Stade Français - Castres |  |
| 7-6-2025 | Bordeaux-Bègles - Vannes |  |
| 7-6-2025 | Perpignano - Tolosa      |  |
|          |                          |  |

|           | 3ª giornata                 |       |
| --------- | --------------------------- | ----- |
| 21-9-2024 | Montpellier - Tolosa        | 11-20 |
| 21-9-2024 | Clermont - Bayonne          | 26-10 |
| 21-9-2024 | Castres - Perpignano        | 27-12 |
| 21-9-2024 | Vannes - Lione              | 30-20 |
| 21-9-2024 | La Rochelle - Pau           | 49-25 |
| 21-9-2024 | Bordeaux-Bègles - Racing 92 | 52-34 |
| 22-9-2024 | Stade Français - Tolone     | 10-14 |
|           |                             |       |

|            | 6ª giornata                  |       |
| ---------- | ---------------------------- | ----- |
| 12-10-2024 | Racing 92 - Tolone           | 22-6  |
| 12-10-2024 | Bayonne - La Rochelle        | 37-7  |
| 12-10-2024 | Montpellier - Vannes         | 26-24 |
| 12-10-2024 | Pau - Castres                | 33-26 |
| 12-10-2024 | Bordeaux-Bègles - Perpignano | 66-12 |
| 12-10-2024 | Tolosa - Clermont            | 48-14 |
| 12-10-2024 | Lione - Stade Français       | 35-3  |
|            |                              |       |

|           | 9ª giornata                  |       |
| --------- | ---------------------------- | ----- |
| 2-11-2024 | Clermont - Bordeaux-Bègles   | 32-27 |
| 2-11-2024 | Bayonne - Tolosa             | 12-8  |
| 2-11-2024 | Castres - Montpellier        | 30-26 |
| 2-11-2024 | Tolone - Lione               | 21-10 |
| 2-11-2024 | Pau - Racing 92              | 23-33 |
| 2-11-2024 | La Rochelle - Stade Français | 35-18 |
| 3-11-2024 | Perpignano - Vannes          | 32-13 |
|           |                              |       |

|            | 12ª giornata                |       |
| ---------- | --------------------------- | ----- |
| 21-12-2024 | La Rochelle - Clermont      | 20-15 |
| 21-12-2024 | Montpellier - Racing 92     | 21-17 |
| 21-12-2024 | Tolone - Pau                | 56-25 |
| 21-12-2024 | Vannes - Bayonne            | 21-27 |
| 21-12-2024 | Stade Français - Perpignano | 24-7  |
| 21-12-2024 | Castres - Bordeaux-Bègles   | 3-13  |
| 22-12-2024 | Lione - Tolosa              | 17-17 |
|            |                             |       |

|           | 15ª giornata            |       |
| --------- | ----------------------- | ----- |
| 25-1-2025 | Tolosa - Montpellier    | 27-17 |
| 25-1-2025 | Racing 92 - Castres     | 20-27 |
| 25-1-2025 | Vannes - Stade Français | 33-28 |
| 25-1-2025 | Pau - Clermont          | 20-14 |
| 25-1-2025 | Perpignano - Bayonne    | 16-11 |
| 25-1-2025 | Bordeaux-Bègles - Lione | 20-22 |
| 26-1-2025 | Tolone - La Rochelle    | 45-26 |
|           |                         |       |

|          | 18ª giornata                 |       |
| -------- | ---------------------------- | ----- |
| 1-3-2025 | Stade Français - La Rochelle | 22-17 |
| 1-3-2025 | Lione - Tolone               | 27-20 |
| 1-3-2025 | Montpellier - Castres        | 21-17 |
| 1-3-2025 | Racing 92 - Pau              | 29-47 |
| 1-3-2025 | Tolosa - Vannes              | 63-21 |
| 1-3-2025 | Perpignano - Bordeaux-Bègles | 17-29 |
| 2-3-2025 | Bayonne - Clermont           | 31-18 |
|          |                              |       |

|           | 21ª giornata            |       |
| --------- | ----------------------- | ----- |
| 19-4-2025 | Pau - Bordeaux-Bègles   | 22-26 |
| 19-4-2025 | Castres - Vannes        | 32-13 |
| 19-4-2025 | Lione - Montpellier     | 32-23 |
| 19-4-2025 | La Rochelle - Bayonne   | 29-28 |
| 19-4-2025 | Perpignano - Racing 92  | 28-24 |
| 19-4-2025 | Tolone - Clermont       | 31-24 |
| 20-4-2025 | Stade Français - Tolosa | 21-27 |
|           |                         |       |

|           | 24ª giornata              |       |
| --------- | ------------------------- | ----- |
| 17-5-2025 | Bordeaux-Bègles - Castres | 34-29 |
| 17-5-2025 | Clermont - Perpignano     | 31-13 |
| 17-5-2025 | Bayonne - Vannes          | 38-32 |
| 17-5-2025 | Pau - Tolone              | 25-21 |
| 17-5-2025 | Stade Français - Lione    | 31-30 |
| 17-5-2025 | Tolosa - Racing 92        | 35-37 |
| 18-5-2025 | La Rochelle - Montpellier | 47-18 |

### Classifica
| Pos | Squadra         | G  | V  | N | P  | PF  | PS  | DP   | BMP | Pt |
| --- | --------------- | -- | -- | - | -- | --- | --- | ---- | --- | -- |
| 1   | Tolosa          | 25 | 18 | 1 | 6  | 856 | 420 | +436 | 16  | 90 |
| 2   | Bordeaux Bègles | 25 | 16 | 0 | 9  | 703 | 581 | +122 | 9   | 73 |
| 3   | Tolone          | 25 | 15 | 0 | 10 | 670 | 577 | +93  | 12  | 72 |
| 4   | Bayonne         | 25 | 14 | 1 | 10 | 614 | 640 | −26  | 6   | 64 |
| 5   | Castres         | 25 | 13 | 2 | 10 | 616 | 637 | −21  | 7   | 63 |
| 6   | La Rochelle     | 25 | 13 | 1 | 11 | 599 | 603 | −4   | 8   | 62 |
| 7   | Clermont        | 25 | 12 | 0 | 13 | 651 | 617 | +34  | 11  | 59 |
| 8   | Pau             | 25 | 12 | 0 | 13 | 650 | 701 | −51  | 9   | 57 |
| 9   | Montpellier     | 25 | 12 | 0 | 13 | 613 | 586 | +27  | 8   | 56 |
| 10  | Racing 92       | 25 | 10 | 2 | 13 | 663 | 686 | −23  | 8   | 52 |
| 11  | Lione           | 25 | 10 | 2 | 13 | 641 | 675 | −34  | 6   | 50 |
| 12  | Stade français  | 25 | 9  | 0 | 16 | 576 | 745 | −169 | 5   | 41 |
| 13  | Perpignano      | 25 | 8  | 2 | 15 | 427 | 612 | −185 | 4   | 40 |
| 14  | Vannes          | 25 | 7  | 1 | 17 | 633 | 832 | −199 | 6   | 36 |

## Fase a playoff
|  | Preliminari | Preliminari | Preliminari |  |  | Semifinali | Semifinali | Semifinali |  |  | Finale | Finale |
|  |             |             |             |  |  |            |            |            |  |  |        |        |
|  |             |             |             |  |  |            |            |            |  |  |        |        |
|  | 4           |             |             |  |  |            |            |            |  |  |        |        |
|  | 5           |             |             |  |  |            |            |            |  |  |        |        |
|  |             |             |             |  |  | 1          |            |            |  |  |        |        |
|  |             |             |             |  |  |            |            |            |  |  |        |        |
|  |             |             |             |  |  |            |            |            |  |  |        |        |
|  |             |             |             |  |  |            |            |            |  |  |        |        |
|  |             |             |             |  |  | 2          |            |            |  |  |        |        |
|  |             |             |             |  |  |            |            |            |  |  |        |        |
|  | 3           |             |             |  |  |            |            |            |  |  |        |        |
|  | 6           |             |             |  |  |            |            |            |  |  |        |        |

### Preliminari
| 14 giugno 2025 | TBA | – | TBA |  |

| 14 giugno 2025 | TBA | – | TBA |  |

### Semifinali
| Lione 21 giugno 2025 | TBA | – | TBA | Parc Olympique Lyonnais |

| Lione 21 giugno 2025 | TBA | – | TBA | Parc Olympique Lyonnais |

### Finale
| Saint-Denis 28 giugno 2025 | TBA | – | TBA | Stade de France |